# Chionaema lutipes
Chionaema lutipes là một loài bướm đêm thuộc phân họ Arctiinae, họ Erebidae.